# Night Skinny
Night Skinny (* 1983 in Termoli, Provinz Campobasso, als Luca Pace), auch bekannt als The Night Skinny oder TNS, ist ein italienischer Hip-Hop-Produzent.

## Karriere
Night Skinny begann früh, in Mailand als Toningenieur und dann als Hip-Hop-Produzent zu arbeiten. 2010 veröffentlichte er mit der New Yorker Formation Antipop Consortium das Album Metropolis Stepson. Er produzierte unter anderem die Rapper Musteeno und Clementino und arbeitete mit vielen weiteren bekannten Namen der italienischen Hip-Hop-Szene zusammen, darunter Marracash, Noyz Narcos, Mecna, Ghemon, Ensi und Salmo.
2013 erschien Night Skinnys EP Sorry We’re Full, gefolgt 2014 vom zweiten Album Zero Kills und 2015 vom Instrumentalalbum City of God. Seine Bekanntheit stieg und nach einigen Kollaborationen veröffentlichte er 2017 das Album Pezzi. Mit dem Nachfolger Mattoni, der im Vertrieb des Major-Labels Universal erschien, erreichte er schließlich 2019 erstmals die Spitze der italienischen Albumcharts.

## Diskografie

### Alben
| Jahr | Titel Musiklabel                   | Höchstplatzierung, Gesamtwochen, AuszeichnungChartplatzierungen (Jahr, Titel, Musiklabel, Platzierungen, Wochen, Auszeichnungen, Anmerkungen) | Höchstplatzierung, Gesamtwochen, AuszeichnungChartplatzierungen (Jahr, Titel, Musiklabel, Platzierungen, Wochen, Auszeichnungen, Anmerkungen) | Anmerkungen                                                             |
| Jahr | Titel Musiklabel                   | IT | CH | Anmerkungen                                                             |
| ---- | ---------------------------------- | --- | --- | ----------------------------------------------------------------------- |
| 2014 | Zero Kills EdenGarden              | IT26 (2 Wo.)IT | — | Erstveröffentlichung: 11. November 2014                                 |
| 2017 | Pezzi EdenGarden                   | IT13 (7 Wo.)IT | — | Erstveröffentlichung: 8. Dezember 2017                                  |
| 2019 | Mattoni Island Records (UMG)       | IT1 ×2Doppelplatin · (134 Wo.)IT | CH68 (1 Wo.)CH | Erstveröffentlichung: 12. September 2019 Verkäufe: + 100.000            |
| 2022 | Botox Island Records (UMG)         | IT1 ×2Doppelplatin · (62 Wo.)IT | CH24 (1 Wo.)CH | Erstveröffentlichung: 4. Oktober 2022 Verkäufe: + 100.000               |
| 2023 | Quarto di Bue Virgin Records (UMG) | IT11 Platin · (85 Wo.)IT | — | Erstveröffentlichung: 11. Mai 2023 Verkäufe: + 50.000; EP, mit Kid Yugi |
| 2024 | Containers Island Records (UMG)    | IT1 Platin · (… Wo.)IT | CH11 (2 Wo.)CH | Erstveröffentlichung: 11. Oktober 2024 Verkäufe: + 50.000               |
| 2025 | Fame Epic Records (SME)            | IT3 (9 Wo.)IT | CH17 (1 Wo.)CH | Erstveröffentlichung: 31. Januar 2025 mit Jake La Furia                 |

Weitere Alben
- 2010: Metropolis Stepson
- 2015: City of God

### Singles
| Jahr | Titel Album                    | Höchstplatzierung, Gesamtwochen, AuszeichnungChartsChartplatzierungen (Jahr, Titel, Album, Platzierungen, Wochen, Auszeichnungen, Anmerkungen) | Anmerkungen |
| Jahr | Titel Album                    | IT | Anmerkungen |
| --- | ------------------------------ | --- | --- |
| 2017 | Dope Games Pezzi               | IT43 (1 Wo.)IT | Erstveröffentlichung: 11. Mai 2017 feat. Noyz Narcos                                                                   |
| 2024 | Street Life –                  | IT86 (1 Wo.)IT | Erstveröffentlichung: 13. September 2024 mit Paky                                                                      |
| 2024 | Players Club ’24 –             | IT59 (1 Wo.)IT | Erstveröffentlichung: 19. Dezember 2024 feat. Tony Boy, Papa V, Nerissima Serpe, Artie 5ive, Kid Yugi, Astro & Low-Red |
| 2025 | Players Club ’25 –             | IT75 (… Wo.)IT | Erstveröffentlichung: 15. April 2025 feat. Glocky, Rrari dal Tacco, Promessa, Latrelle, Ele A, Sayf, Melons & Faneto   |
| Folgende Lieder erschienen nicht als Single, wurden aber durch das Album zum Download und Streaming bereitgestellt und konnten somit eine Platzierung erlangen: |                                | | |
| |                                | | |
| 2017 | 6 A.M. Pezzi                   | IT39 Gold · (2 Wo.)IT | Verkäufe: + 25.000; feat. Guè Pequeno & Izi                                                                            |
| 2017 | Pezzi                          | IT43 (2 Wo.)IT | feat. Guè Pequeno & Rkomi                                                                                              |
| 2017 | Michael J. Fox Pezzi           | IT60 (1 Wo.)IT | feat. Tedua |
| 2017 | Al mio fianco Pezzi            | IT90 (1 Wo.)IT | feat. Luchè |
| 2017 | Houdini Pezzi                  | IT98 (1 Wo.)IT | feat. Lazza |
| 2019 | Street Advisor Mattoni         | IT3 Platin · (7 Wo.)IT | Verkäufe: + 100.000; feat. Noyz Narcos, Marracash & Capo Plaza                                                         |
| 2019 | Stay Away Mattoni              | IT5 Platin · (7 Wo.)IT | Verkäufe: + 70.000; feat. Ketama126, Side Baby & Franco126                                                             |
| 2019 | Novità Mattoni                 | IT6 Platin · (6 Wo.)IT | Verkäufe: + 70.000; feat. Rkomi, Ernia & Tedua                                                                         |
| 2019 | Saluti Mattoni                 | IT9 Gold · (3 Wo.)IT | Verkäufe: + 35.000; feat. Guè Pequeno, Fabri Fibra, Rkomi & Carolina Marquez                                           |
| 2019 | Mattoni                        | IT11 Gold · (3 Wo.)IT | Verkäufe: + 35.000; feat. Noyz Narcos, Shiva, Speranza, Guè Pequeno                                                    |
| 2019 | Prometto Mattoni               | IT12 Platin · (7 Wo.)IT | Verkäufe: + 70.000; feat. Rkomi & Luchè                                                                                |
| 2019 | Bad People Mattoni             | IT13 (2 Wo.)IT | feat. Noyz Narcos & Fabri Fibra                                                                                        |
| 2019 | Fare chiasso Mattoni           | IT15 Gold · (3 Wo.)IT | Verkäufe: + 35.000; feat. Quentin40 & Rkomi                                                                            |
| 2019 | Mille strade Mattoni           | IT18 (2 Wo.)IT | feat. Ketama126 & Izi                                                                                                  |
| 2019 | Numero10 Mattoni               | IT19 (2 Wo.)IT | feat. Ernia & Quentin40                                                                                                |
| 2019 | .Rosso Mattoni                 | IT26 (2 Wo.)IT | feat. Madame & Rkomi                                                                                                   |
| 2019 | Fumo 1etto Mattoni             | IT28 (1 Wo.)IT | feat. Side Baby, Shiva & Fabri Fibra                                                                                   |
| 2019 | Attraverso me Mattoni          | IT52 Platin · (8 Wo.)IT | Verkäufe: + 70.000; feat. Luchè                                                                                        |
| 2019 | 0 Like Mattoni                 | IT52 (1 Wo.)IT | feat. Jake La Furia |
| 2019 | Life Style Mattoni             | IT54 (1 Wo.)IT | feat. Vale Lambo, Lele Blade, Coco & Geolier                                                                           |
| 2019 | Sciacqua la bocca Mattoni      | IT63 (1 Wo.)IT | feat. Chadia Rodríguez                                                                                                 |
| 2022 | Giorni Contati Botox           | IT5 Platin · (10 Wo.)IT | Verkäufe: + 100.000; feat. Noyz Narcos, Paky, Geolier & Shiva                                                          |
| 2022 | Diavolo Botox                  | IT6 Gold · (6 Wo.)IT | Verkäufe: + 50.000; feat. Bnkr44, Ghali, Rkomi & Tedua                                                                 |
| 2022 | Blessed Botox                  | IT14 Gold · (4 Wo.)IT | Verkäufe: + 50.000; feat. Ariete, Drast, Madame & Thasup                                                               |
| 2022 | BTX Posse Botox                | IT16 Gold · (6 Wo.)IT | Verkäufe: + 50.000; feat. Coez, Ernia, Fabri Fibra, Geolier, Guè, Lazza, L’immortale, MamboLosco, Paky & Tony Effe     |
| 2022 | Fake Botox                     | IT17 Gold · (3 Wo.)IT | Verkäufe: + 50.000; feat. Geolier & Luchè                                                                              |
| 2022 | Doppio Hublot Botox            | IT21 Gold · (3 Wo.)IT | Verkäufe: + 50.000; feat. Baby Gang & Guè                                                                              |
| 2022 | Prodotto Botox                 | IT22 (2 Wo.)IT | feat. Ernia, Jake La Furia, Lazza & Paky                                                                               |
| 2022 | Coki Botox                     | IT24 (2 Wo.)IT | feat. Guè, Ketama126, Noyz Narcos & Tony Effe                                                                          |
| 2022 | Mezzanotte in Punto Botox      | IT26 (2 Wo.)IT | feat. Bresh, Franco126 & Ketama126                                                                                     |
| 2022 | Marciapiede Botox              | IT27 (2 Wo.)IT | feat. Ernia, Rkomi & Tony Effe                                                                                         |
| 2022 | Come Mi Guardi Botox           | IT31 Gold · (2 Wo.)IT | Verkäufe: + 50.000; feat. Bresh, Coez & Madame                                                                         |
| 2022 | Scale Botox                    | IT32 Platin · (3 Wo.)IT | Verkäufe: + 100.000; feat. Luchè                                                                                       |
| 2022 | Addio Botox                    | IT33 (2 Wo.)IT | feat. Ernia, Gazzelle, Mahmood & Rkomi                                                                                 |
| 2022 | Dedication Botox               | IT41 (2 Wo.)IT | feat. Anice & Geolier                                                                                                  |
| 2022 | Marmellata Botox               | IT44 Gold · (4 Wo.)IT | Verkäufe: + 50.000; feat. Carl Brave, Pyrex, Rkomi & VillaBanks                                                        |
| 2022 | Non Aprire Botox               | IT47 (1 Wo.)IT | feat. Salmo |
| 2022 | Per La Strada Botox            | IT52 (1 Wo.)IT | feat. Coez, Guè & Rkomi                                                                                                |
| 2022 | Millesimati Botox              | IT53 (1 Wo.)IT | feat. J Lord, Lazza, Noyz Narcos & Salmo                                                                               |
| 2022 | Così Non Va Botox              | IT50 (1 Wo.)IT | feat. Bnkr44, Elisa, Gaia, Madame & Rkomi                                                                              |
| 2022 | Sparami Botox                  | IT68 (1 Wo.)IT | feat. Ariete, CoCo & Ernia                                                                                             |
| 2022 | Changes Botox                  | IT83 (1 Wo.)IT | feat. 2Rari, Anice, J Lord & Vettosi                                                                                   |
| 2022 | M.S.O.M. Blocco 181 (Sampler)  | IT32 (1 Wo.)IT | mit Salmo, Jake La Furia & Rose Villain                                                                                |
| 2023 | Sintetico Quarto di Bue        | IT84 Platin · (1 Wo.)IT | Verkäufe: + 100.000; mit Kid Yugi & Tony Boy                                                                           |
| 2024 | Entro nel posto Containers     | IT2 Gold · (8 Wo.)IT | Verkäufe: + 50.000; feat. Tony Boy, Kid Yugi & Capo Plaza                                                              |
| 2024 | Trema Containers               | IT3 (3 Wo.)IT | feat. Tedua & Lazza |
| 2024 | Solo dio sa Containers         | IT4 (6 Wo.)IT | feat. Tony Boy, Geolier, Shiva & Anice                                                                                 |
| 2024 | Nella trap Containers          | IT6 (7 Wo.)IT | feat. Artie 5ive, Capo Plaza & Tony Effe                                                                               |
| 2024 | Tessera sanitaria Containers   | IT9 (7 Wo.)IT | feat. Nerissima Serpe & Papa V                                                                                         |
| 2024 | Cntnrs Containers              | IT14 (3 Wo.)IT | feat. Jake La Furia, Emis Killa, Kid Yugi, Tony Boy, Rasty Kilo, Guè, Paky, Nerissima Serpe & Papa V                   |
| 2024 | Divido cose Containers         | IT15 (2 Wo.)IT | feat. Kid Yugi & Paky                                                                                                  |
| 2024 | Numero 5 Containers            | IT17 (3 Wo.)IT | feat. Artie 5ive |
| 2024 | Good Girl Containers           | IT18 (3 Wo.)IT | feat. Rkomi, Ernia & Bresh                                                                                             |
| 2024 | Rito breve Containers          | IT20 (2 Wo.)IT | feat. Noyz Narcos, Simba La Rue & Geolier                                                                              |
| 2024 | Walzer Containers              | IT21 (2 Wo.)IT | feat. Papa V, Nerissima Serpe & Fabri Fibra                                                                            |
| 2024 | DM Containers                  | IT24 (2 Wo.)IT | feat. Tedua |
| 2024 | T.O.N.Y. Containers            | IT30 (1 Wo.)IT | feat. Tony Boy & Tony Effe                                                                                             |
| 2024 | Amore cieco Containers         | IT34 (2 Wo.)IT | feat. Madame |
| 2024 | Mio padre Containers           | IT37 (1 Wo.)IT | feat. Noyz Narcos & Guè                                                                                                |
| 2024 | True Story Containers          | IT38 (1 Wo.)IT | feat. Noyz Narcos, Papa V & Artie 5ive                                                                                 |
| 2024 | Solo Containers                | IT49 (1 Wo.)IT | feat. Luchè |
| 2025 | Money on My Mind Fame          | IT23 (2 Wo.)IT | mit Jake La Furia feat. Rose Villain & Artie 5ive                                                                      |
| 2025 | Viagra Fame                    | IT28 (1 Wo.)IT | mit Jake La Furia feat. Kid Yugi                                                                                       |
| 2025 | Cocco24 Fame                   | IT46 (1 Wo.)IT | mit Jake La Furia feat. Noyz Narcos, Tony Boy & Papa V                                                                 |
| 2025 | 64 No Brand Fame               | IT51 (1 Wo.)IT | mit Jake La Furia |
| 2025 | Back Like Cooked Crack Fame    | IT58 (1 Wo.)IT | mit Jake La Furia |
| 2025 | Diego Armando Fame             | IT60 (1 Wo.)IT | mit Jake La Furia |
| 2025 | L’ultimo giorno del mondo Fame | IT61 (1 Wo.)IT | mit Jake La Furia feat. Guè & Rkomi                                                                                    |
| 2025 | Con uno sguardo Fame           | IT67 (1 Wo.)IT | mit Jake La Furia feat. Tony Boy                                                                                       |
| 2025 | Ambition Fame                  | IT69 (1 Wo.)IT | mit Jake La Furia |
| 2025 | Cucchiaino Fame                | IT72 (1 Wo.)IT | mit Jake La Furia feat. Nerissima Serpe                                                                                |
| 2025 | Milano Bloody Money Fame       | IT75 (1 Wo.)IT | mit Jake La Furia feat. Ernia                                                                                          |
| 2025 | Generazioni Fame               | IT78 (1 Wo.)IT | mit Jake La Furia |

Weitere Lieder
- 2023: Massafghanistan (mit Kid Yugi, IT: Gold)
- 2023: Quarto di Bue (mit Kid Yugi, IT: Gold)

### Gastbeiträge
| Jahr | Titel Album                        | Höchstplatzierung, Gesamtwochen, AuszeichnungChartsChartplatzierungen (Jahr, Titel, Album, Platzierungen, Wochen, Auszeichnungen, Anmerkungen) | Anmerkungen                                                                    |
| Jahr | Titel Album                        | IT | Anmerkungen                                                                    |
| --- | ---------------------------------- | --- | ------------------------------------------------------------------------------ |
| 2022 | Storie tristi Salvatore            | IT23 Gold · (3 Wo.)IT | Erstveröffentlichung: 4. März 2022 Verkäufe: + 50.000; Paky feat. Night Skinny |
| Folgende Lieder erschienen nicht als Single, wurden aber durch das Album zum Download und Streaming bereitgestellt und konnten somit eine Platzierung erlangen: |                                    | |                                                                                |
| |                                    | |                                                                                |
| 2018 | Solletico Ossigeno                 | IT28 Platin · (7 Wo.)IT | Verkäufe: + 50.000; Rkomi feat. Tedua & The Night Skinny                       |
| 2021 | Wagyu Fastlife 4                   | IT13 Gold · (3 Wo.)IT | Verkäufe: + 50.000; Guè Pequeno & DJ Harsh feat. Night Skinny                  |
| 2021 | Me o le mie canzoni? Taxi Driver   | IT15 Platin · (4 Wo.)IT | Verkäufe: + 100.000; Rkomi feat. Gazzelle & Night Skinny                       |
| 2022 | Dope Boy Virus                     | IT37 Gold · (1 Wo.)IT | Verkäufe: + 50.000; Noyz Narcos feat. Night Skinny                             |
| 2025 | Porto il commerciale Quarto di Bue | IT95 Platin · (1 Wo.)IT | Verkäufe: + 100.000; Kid Yugi feat. Night Skinny & Artie 5ive                  |
| 2025 | Wop Wop Mafia Slime 2              | IT6 (10 Wo.)IT | Nerissima Serpe, Papa V & Fritu feat. Night Skinny & Shiva                     |

## Belege
1. ↑  Noisey Staff: City of God è il nuovo album strumentale di Night Skinny. In: Vice. 9. Juni 2015, abgerufen am 22. November 2019 (italienisch).
2. ↑  Chartquellen Alben: IT CH
3. 1 2 3 4 5 6 7 8 9 10 11 12 13 14 15 16 17 18 19 20 21 22 23 24 25 26 27 28 29 30  Certificazioni. FIMI, abgerufen am 11. März 2025 (italienisch).
4. 1 2  Archivio Classifiche. FIMI, abgerufen am 11. März 2025 (italienisch).

| Personendaten    | Personendaten                                                           |
| ---------------- | ----------------------------------------------------------------------- |
| NAME             | Night Skinny                                                            |
| ALTERNATIVNAMEN  | Pace, Luca (Geburtsname); The Night Skinny (Pseudonym); TNS (Pseudonym) |
| KURZBESCHREIBUNG | italienischer Hip-Hop-Produzent                                         |
| GEBURTSDATUM     | 1983                                                                    |
| GEBURTSORT       | Termoli, Provinz Campobasso                                             |